# M2 (metro van Kopenhagen)
De M2 is een lijn van de metro van Kopenhagen die op de kaarten is weergeven met de kleur geel.

## Route
De lijn is 14,2 kilometer lang waarvan 8 km ondergronds. Van de 16 stations liggen er acht ondergronds en de totale reistijd is 24 minuten. Het westelijke eindpunt ligt bij Station Vanløse in het gelijknamige stadsdeel Vanløse. Hier vandaan loopt de lijn in oostelijke richting onder de binnenstad door om ten oosten van Legravsparken via een bovengronds traject het zuidelijke eindpunt Lufthavnen te bereiken. Het deel Vanløse en Christianshavn wordt samen bereden met lijn M1 die daar verder naar het zuiden loopt.

## Geschiedenis
Lijn M2 werd op 19 oktober 2002 geopend tussen Nørreport en Lergravsparken. Op 29 mei 2003 volgde in het westen de verlenging naar Frederiksberg en op 12 oktober 2003 verder tot Vanløse. Op 28 september 2007 werd in het oosten de verlenging tot Lufthavnen geopend. Vanaf september 2019 kan bij Kongens Nytorv worden overgestapt op de M3 en vanaf begin 2020 ook op de M4. 

## Stations
Dit is een overzicht van de stations van lijn M2, tussen haakjes staan de eventuele oude namen van de stations. 
| Station                     | Gemeente      | Overstappunt | Foto* | Type           | Geopend           | Tariefzone |
| --------------------------- | ------------- | ------------ | ----- | -------------- | ----------------- | ---------- |
| Vanløse                     | Kopenhagen    |              | 1 !   | Maaiveld       | 12 oktober 2003   | 2          |
| Fintholm                    | Frederiksberg |              | 2 !   | Viaductstation | 24 januari 2004   | 2          |
| Lindevang                   | Frederiksberg |              | 3 !   | Talud          | 12 oktober 2003   | 2          |
| Fasanvej (Solbjerg)         | Frederiksberg |              | 4 !   | Kuip           | 12 oktober 2003   | 2          |
| Frederiksberg               | Frederiksberg |              | 5 !   | Kuip           | 29 mei 2003       | 2          |
| Forum                       | Frederiksberg |              | 6 !   | Kuip           | 29 mei 2003       | 2          |
| Nørreport                   | Kopenhagen    |              | 7 !   | Kuip           | 19 oktober 2002   | 1          |
| Kongens Nytorv              | Kopenhagen    |              | 8 !   | Kuip           | 19 oktober 2002   | 1          |
| Christianshavn              | Kopenhagen    |              | 9 !   | Kuip           | 19 oktober 2002   | 1          |
| Amagerbro                   | Kopenhagen    |              | 10 !  | Kuip           | 19 oktober 2002   | 1          |
| Lergravsparken              | Kopenhagen    |              | 11 !  | Kuip           | 19 oktober 2002   | 1          |
| Øresund                     | Kopenhagen    |              | 12 !  | Uitgraving     | 28 september 2007 | 3          |
| Amager Strand (Italiensvej) | Kopenhagen    |              | 13 !  | Maaiveld       | 28 september 2007 | 3          |
| Femøren                     | Kopenhagen    |              | 14 !  | Talud          | 28 september 2007 | 3          |
| Kastrup                     | Tårnby        |              | 15 !  | Talud          | 28 september 2007 | 3          |
| Lufthavnen                  | Tårnby        |              | 16 !  | Viaductstation | 28 september 2007 | 3          |

- De soorteerwaarde van de foto's is de ligging langs de lijn